# 亞利布-龐亞縣
6°15′S 143°59′E / 6.250°S 143.983°E
亞利布-龐亞縣（英語：Ialibu-Pangia District），是巴布亞新畿內亞南高地省的縣份之一，位於新畿內亞島東部，首府設於亞利布，面積2,412平方公里，2011年人口63,478，人口密度每平方公里26人。